# Separa
Separa – okręg miejski w Estonii, w prowincji Virumaa Wschodnia, w gminie Lohusuu.